# Vulcain (relojes)
Vulcain es una empresa fabricante de relojes de lujo fundada en 1858 por los hermanos Ditisheim en La Chaux-de-Fonds, Suiza. En 2001 se retomó la marca, que había desaparecido en la década de 1980, y la sede de la empresa se trasladó a Le Locle. 

## Historia
La empresa fue fundada en 1858 en La Chaux-de-Fonds, por los hermanos Ditisheim, Maurice, Gaspard y Aron. Los Ditisheim fueron una de las familias judías involucradas en la innovación y modernización de la industria relojera suiza. En un espacio de 20 a 30 años, la empresa pasó de ser un pequeño taller a convertirse en una marca exitosa y reconocida. Como los hermanos también trabajaban en sectores industriales de otros países, tenían la ventaja de contar con una red internacional de contactos. En 1886, Maurice compró la empresa a sus hermanos
En 1889, en la Exposición universal de París, el jurado concedió una medalla de bronce al Sr. Ditisheim, por su reloj con complicaciones "La Vallée de l'Arve", una pieza de oro con decoración esmaltada que albergaba una gran y una pequeña sonería astronómica, repetición de minutos y un calendario perpetuo.
Los relojes se comercializaron por primera vez bajo la marca Vulcain en 1894, cuando la empresa estaba dirigida por el hijo de Maurice Ditisheim, Ernest-Albert Ditisheim. En 1900, Ditisheim registró el nombre "Vulcain" como marca para sus relojes de bolsillo, que llevan el nombre del dios romano del fuego.
En 1929, la marca ganó el gran premio de relojería de la Exposición Internacional de Barcelona.
Hasta 1939, Vulcain se centró en la producción de relojes de pulsera o de bolsillo. Su producción era especialmente apreciada en el ámbito militar debido a la precisión de sus modelos.

### El reloj con función de alarma
En la década de 1940, Vulcain materializó la idea de un reloj mecánico con función de "alarma", superando las expectativas de otros fabricantes de relojes desarrolladas durante el comienzo del siglo XIX que habían fracasado.
En 1942, Vulcain inició la producción de un prototipo de reloj mecánico con función de alarma, que más tarde se llamaría movimiento 120. El calibre 120 podía sonar durante aproximadamente 20 segundos cuando el mecanismo estaba completamente cargado, gracias a la invención del sistema de dos barriletes, que producía la energía necesaria y permitía que la cuerda generase la energía necesaria para este modelo (uno de los barriletes se utilizaba para el reloj, para marcar las horas y los minutos, y el otro se utilizaba para la función de alarma). Por lo tanto, se tenía la seguridad de que la alarma podía sonar 20 segundos, sin que se detuviera el reloj.
El trabajo de desarrollo de este sistema relojero específico, realizado en colaboración con el físico francés Paul Langevin, duró aproximadamente 5 años, y Vulcain presentó entonces su patente de reloj con dos barriletes para garantizar sus derechos, en particular en lo que respectaba al proceso relativo a la alarma y al sonido. El sonido que producía la alarma se asemejaba al sonido de un grillo, de ahí el nombre registrado en inglés de "Cricket" para este modelo
El modelo "Cricket", registrado en 1947, se derivó del movimiento/calibre 120, que tenía 17 rubíes y una duración de batería de aproximadamente dos días, con 18000 oscilaciones por hora. A continuación, Vulcain presentó el primer reloj de pulsera con un despertador verdaderamente funcional, que sonaba aproximadamente durante veinte segundos.

### Evolución desde la década de 1960
En 1961, la Manufactura Vulcain se alió con otras tres marcas: Buser, Phenix y Revue, dentro del nuevo grupo MSR (Manufacture d'Horlogerie Suisse Réunie) para hacer frente a la competencia de otros fabricantes suizos y extranjeros.
En 1980, la familia Straumann (propietaria de la empresa Revue) adquirió la mayoría de las acciones del grupo MSR.
A partir de 1986, MSR decidió concentrarse en una única marca, abandonando la marca Vulcain en la esfera de los relojes, que ya no se fabricaban ni se distribuían como tales.
En 2001, la marca Vulcain abandonó el grupo MSR y los derechos de la empresa, en particular los resultantes de la creación de relojes del modelo Cricket, fueron adquiridos por otra empresa, P.M.H., que retomó el nombre de Manufacture des Montres Vulcain SA. La sede que entonces estaba en La Chaux de Fond pasó luego al municipio de Le Locle.
En 2005, Vulcain presentó el modelo Imperial Gong en la Feria Internacional de Relojes de Basilea, lo que supuso la presentación mundial de un reloj con tourbillon y función de alarma con un gong de catedral.
En 2009, Vulcain presentó el modelo V-21, automático, con la complicación de la función de alarma.
En diciembre de 2009, Vulcain fue vendida a Excellence Holding AG de Rapperswil, que es una de las empresas del grupo Centrum Prata.
En 2010, Vulcain, con motivo del 53º aniversario del reloj "Cricket", ofrecido en particular por el gobierno suizo a los presidentes de los Estados Unidos, presentó modelos con las mismas funciones, pero con un diseño contemporáneo, en un reloj "automático". Sin embargo, las versiones de cuerda manual todavía las fabrica la empresa para los aficionados a este tipo de relojes, cuyo precio también es superior al de los modelos automáticos.
La producción anual de relojes Vulcain se estima entre 3000 y 4000 unidades.
En 2021, el empresario francés Guillaume Laidet relanzó la firma y creó nuevos modelos, como un diseño con pulsador único, que debería permitir ampliar las colecciones y llegar a un público aún más amplio.
Según la información mencionada en el sitio Linked.in, la empresa tendría una plantilla de catorce personas en 2024.

## Calibres
- Calibre 120 Cricket: creado en 1947, este calibre mecánico tiene dos barriletes, el primero para el movimiento y el segundo para la alarma, de cuerda mediante una sola corona.
- Calibre 401 Cricket: creado en 1958, este calibre mecánico tiene un único barrilete para el movimiento y la alarma. La duración de la alarma se limita a 15 secondes para no relajar completamente el resorte del cañón. Presenta una fecha a las 3 horas y un pequeño segundero a las 6 horas.
- Calibre 406 Cricket o 'Golden Voice': creado en 1958, este calibre fue diseñado para relojes despertadores de mujer. Para diseñar este calibre se eligió el oro, lo que le valió su apodo. Tiene un segundo central.
- Calibre V-10 Cricket: calibre mecánico con doble cañón
- Calibre V-11 Cricket: calibre V-10 con un indicador de disco rotativo
- Calibre V-13 Cricket: calibre V-10 con un cuidado acabado Côtes de Genève
- Calibre V-16 Cricket: calibre V-10 con acabado antracita y disco de fecha simple
- Calibre V-18 Cricket: calibre V-10 con acabado antracita
- Calibre V-21 Cricket: calibre mecánico con doble cañón en reloj automático y disco de fecha única
- Calibre V-22 Cricket: calibre V-21 con acabado antracita
- Calibre V-28 Cricket: calibre mecánico de doble cañón de carga automática y acabado antracita
- Calibre V-56: calibre basado en un calibre Soprod A10
- Calibre V-57: calibre basado en un calibre Valjoux 7753 modificado de un solo pulsador